# Robert Shore Milnes
Pour les articles homonymes, voir Milnes.
Robert Shore Milnes (vers 1754 - 2 décembre 1837), 1er baronnet, est un administrateur colonial britannique qui fut lieutenant-gouverneur du Bas-Canada. 

## Lieutenant-gouverneur
Après une carrière militaire, Milnes quitte l'armée en 1788 et devient en 1795 gouverneur de la Martinique pour une courte période. En 1797 il est nommé lieutenant-gouverneur du Bas-Canada, et le 30 juillet 1799 il supplée - toujours en tant que lieutenant-gouverneur  - le gouverneur Robert Prescott jusqu'en 1805 lorsque ce dernier est rappelé définitivement en Grande-Bretagne restant, tout de même, officiellement gouverneur du Bas-Canada jusqu'en 1807. Lorsque Milnes prend ses fonctions, le parti des Britanniques est déchiré par une querelle au sujet des concessions de terres. 
Milnes tente de favoriser l'émergence d'une aristocratie britannique face à la majorité canadienne, et l'assimilation de cette dernière dans une société anglophone et protestante. Pour débloquer l'impasse au sujet de la distribution des terres dans les nouveaux cantons, il autorise l'attribution d'environ 1 400 000 acres (5 670 km2) à une soixantaine de grands propriétaires. Cependant, cette mesure retarde l'établissement de colons britanniques plutôt qu'elle ne l'encourage.
Milnes tente aussi de prendre un certain contrôle sur la Chambre d'assemblée et le clergé catholique, bien qu'il ait été moins radical que certains britanniques comme l'évêque Jacob Mountain, le procureur général Jonathan Sewell ou le secrétaire civil Herman Witsius Ryland. En 1801 il réussit à faire passer une loi créant l'Institution royale pour l'avancement des sciences, qui établissait un réseau d'écoles publiques uniquement anglophones. Il essaie aussi, sans succès, d'abolir le système seigneurial.
Milnes s'embarque pour l'Angleterre le 5 août 1805, remplacé à titre d'administrateur par l'homme d'affaires Thomas Dunn et ne jouera plus de rôle déterminant dans les affaires canadiennes.